# Jorat-Menthue
Jorat-Menthue is een Zwitserse gemeente in het district Gros-de-Vaud van het kanton Vaud.

## Geschiedenis
De gemeente is op 1 januari 2011 opgericht als fusie van de toenmalige gemeentes Montaubion-Chardonney, Peney-le-Jorat, Sottens, Villars-Mendraz en Villars-Tiercelin.
Montaubion-Chardonney, Sottens en Villars-Mendraz waren tot 2008 gelegen in het toenmalige district Moudon, Peney-le-Jorat in Oron en Villars-Tiercelin in Echallens

## Naam
Jorat is de naam van de geografische streek waarvan de gemeente het grootste deel omvat. Deze naam komt ook voor in die van de plaats Peney-le-Jorat in de gemeente en van de aangrenzende gemeente Corcelles-le-Jorat. De Menthue is een riviertje dat door het gebied stroomt.

## Aangrenzende gemeenten
| Aangrenzende gemeenten | Aangrenzende gemeenten | Aangrenzende gemeenten | Aangrenzende gemeenten | Aangrenzende gemeenten |
| ---------------------- | ---------------------- | ---------------------- | ---------------------- | ---------------------- |
| Montilliez             |                        | Montanaire             |                        | Moudon                 |
|                        |                        |                        |                        |                        |
| Poliez-Pittet          | Hermenches             |                        |                        |                        |
|                        |                        |                        |                        |                        |
| Froideville            |                        |                        |                        | Corcelles-le-Jorat     |